# 哈克山
哈克山（英語：Mount Harker），是南極洲的山峰，位於維多利亞地的斯科特海岸，處於威利斯冰川以東，屬於聖約翰斯山脈的一部分，由羅伯特·斯科特率領的英國探險隊繪入地圖，現時由南極條約體系管理。